# لایکنی
لایکنی (گرجی: ლიხნი) یک منطقه مسکونی در آبخاز گرجستان است.